# Selenops zumac
Selenops zumac là một loài nhện trong họ Selenopidae.
Loài này thuộc chi Selenops. Selenops zumac được J. A. Corronca miêu tả năm 1996.